# Iránytű (folyóirat, 1970–1971)
Iránytű – a baróti líceum diáklapja, a már 1966–67-ben kilencszer megjelent Életünk folytatója. 1970-ben három, 1971-ben egy száma jelent meg. Tanár-irányítója Nagy Rozália és Tatár Zsuzsa volt. Elődjéhez hasonlóan a diáklapok témáin túl külön színt képviselt Erdővidék népköltészeti örökségének feltárása, jelenének bemutatása révén.